# Thomas Rongen
Thomas Rongen (Amsterdam, 31 de outubro de 1956) é um ex-futebolista e treinador de futebol neerlando-americano que atuava como meia-atacante.

## Carreira em clubes
Em seu país natal, Rongen defendeu apenas o AFC, onde iniciou a carreira em 1973. Na época, jogava como volante.
Mudou-se para os Estados Unidos em 1979, para jogar no Los Angeles Aztecs, tendo como um de seus companheiros de time o lendário Johan Cruijff, já em final de carreira. Foram 40 partidas e 6 gols no time de futebol, além de 12 jogos e 3 gols no futebol indoor em 2 temporadas. Em 1980 foi para o Washington Diplomats, juntamente com Cruijff. Rongen disputou apenas 10 partidas pelos Dips, que encerrariam as atividades no mesmo ano. Seu melhor momento na carreira foi no Fort Lauderdale Strikers, onde participou de 83 jogos e fez 4 gols nas 3 temporadas em que defendeu o time - Teófilo Cubillas, Gerd Müller e Elías Figueroa foram companheiros de equipe do holandês nos Strikers.
Passou ainda por Minnesota Strikers, South Florida Sun (onde jogaria novamente juntamente com Cubillas), Chicago Sting e Houston Dynamos, se aposentando em 1993, novamente pelo FL Strikers (o clube homônimo que durou entre 1988 e 1994), onde já exercia a função de técnico e jogador ao mesmo tempo.

## Carreira de treinador
Já na parte final de sua carreira como jogador, Rongen já exercia o cargo de treinador em times de universidades, além de ter sido auxiliar no FL Strikers em 1988.
Em 1996, teve sua primeira experiência como treinador profissional na recém-fundada Major League Soccer, comandando o Tampa Bay Mutiny. Ele também exerceria a função no New England Revolution, D.C. United e Tampa Bay Rowdies, além de ter sido diretor das categorias de base do Toronto FC e técnico da Seleção Sub-20 dos EUA.
Porém, foi em 2011 que Rongen ganhou destaque ao treinar a seleção da Samoa Americana, considerada uma das piores do futebol mundial. Paralelamente ao cargo de diretor da base no Toronto FC, substituiu Iofi Lalogafuafua e comandou os Garotos do Território à sua primeira vitória em jogos oficiais (2 a 1 sobre Tonga) - anteriormente, os samoanos tinham vencido apenas um jogo, contra Wallis e Futuna (o território francês não é filiado à FIFA), em 1983.
A campanha de Samoa Americana virou documentário, intitulado "O Próximo Gol Leva", dirigido por Mike Brett e Steve Jamison.